# Mercedes-Benz O309
Mercedes-Benz O309/Angkor Minibus — модель автобуса малого класса, выпускавшегося предприятиями Iran Khodro и Mercedes-Benz Türk. Является производной моделью от Mercedes-Benz T2.

## История
Производство автобуса Mercedes-Benz O309 стартовало в 1967 году. В качестве прототипа был взят Mercedes-Benz T2. В 1981 году модель O309 прошла фейслифтинг, наиболее заметным отличием стала новая решётка радиатора, которая теперь представляла собой литьё из чёрного пластика. Производство было завершено в 1992 году, тогда как модель T2 была снята с производства в 1996 году. На смену пришла модель Mercedes-Benz Vario.

## Особенности
Автобус Mercedes-Benz O309 за всю историю производства комплектовался агрегатами и кузовами Mercedes-Benz T2 первого поколения. Городские автобусы имеют две двери, тогда как пригородные и междугородние автобусы имеют одну входную дверь. Двери могут быть механическими распашными или автоматическими выдвижными. Дополнительно может присутствовать задняя аварийная дверь.

## Галерея

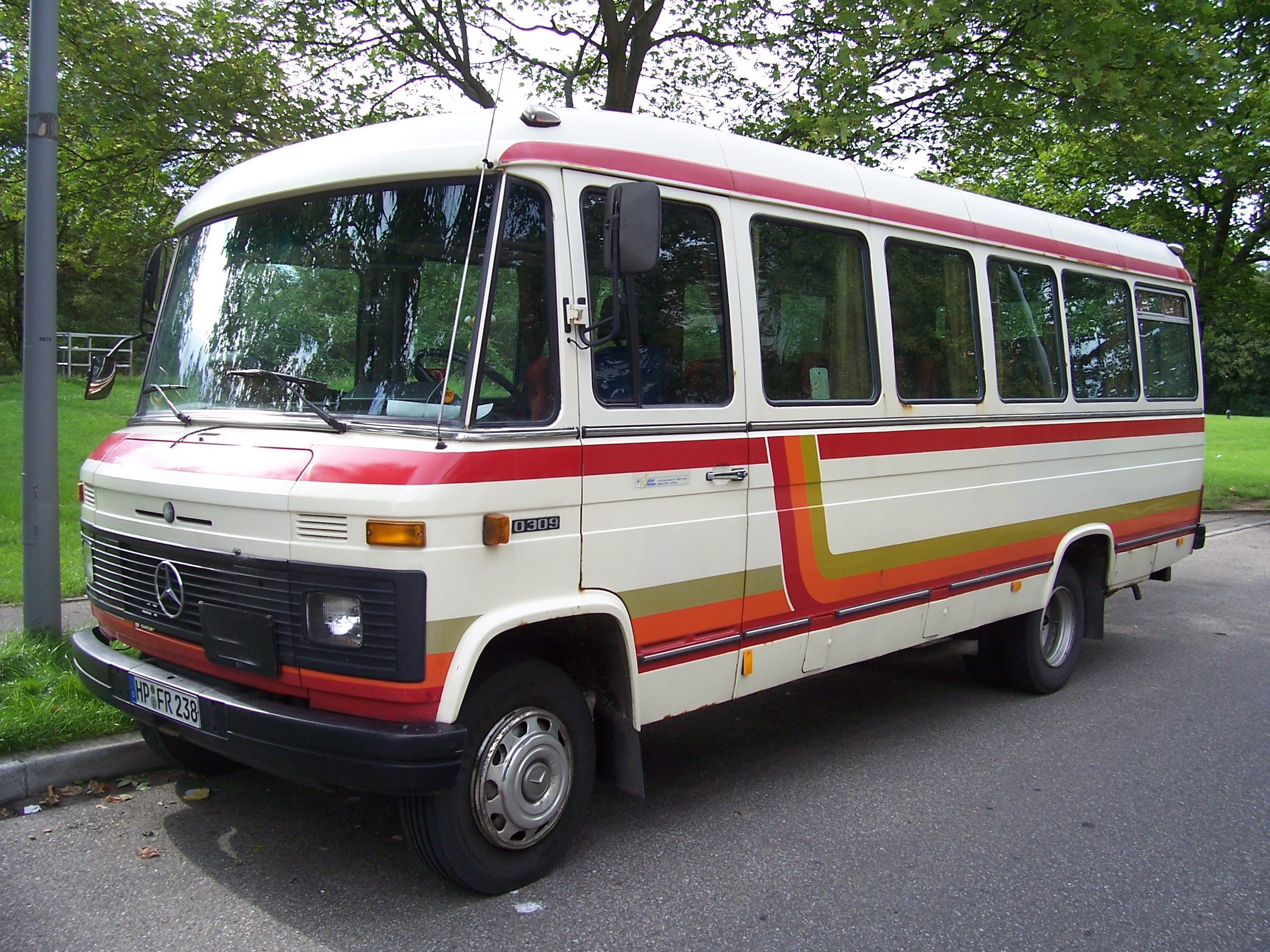
24-местный Mercedes-Benz O309 с механической распашной дверью
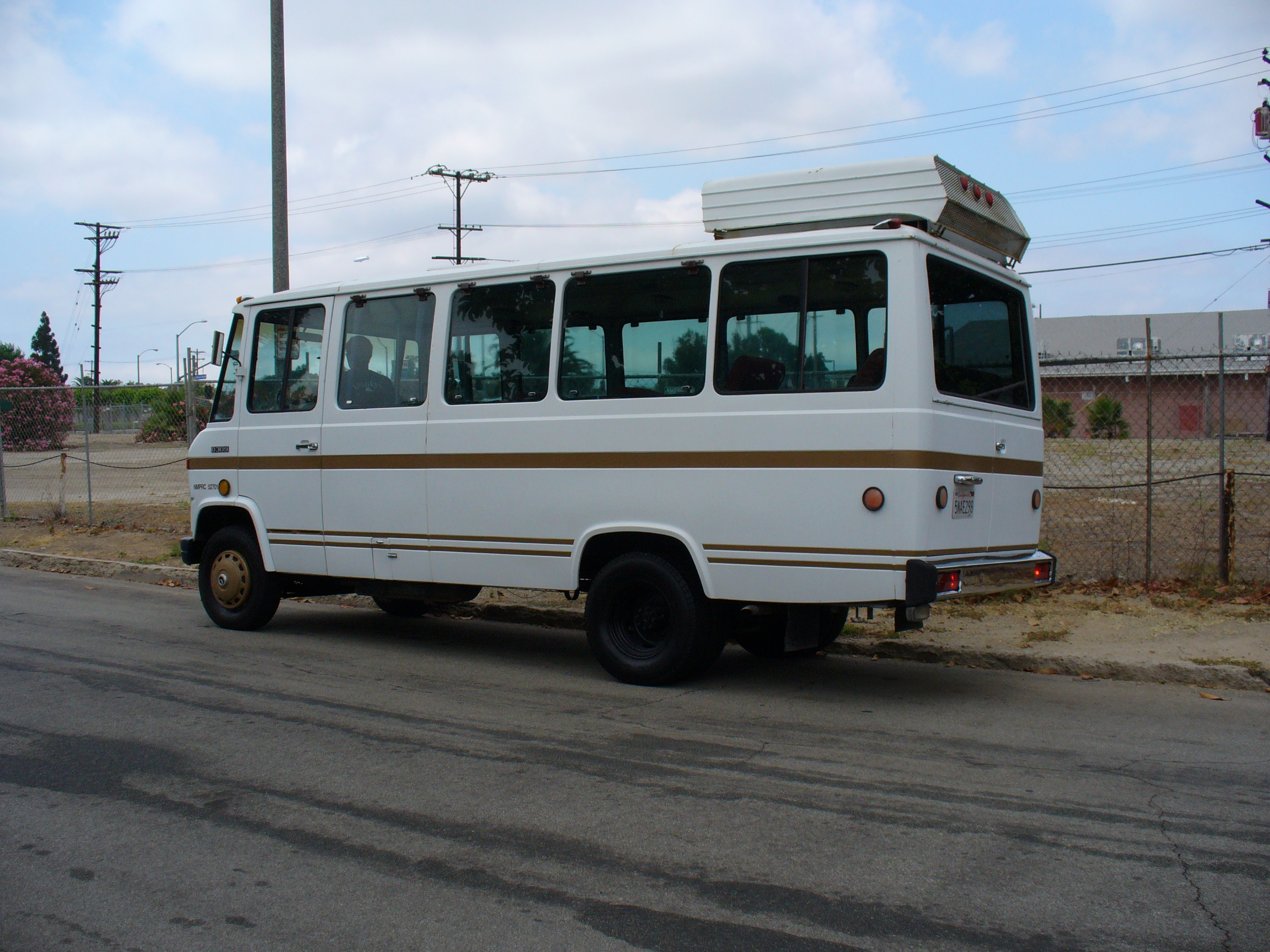
Первое поколение Mercedes-Benz O309 до фейслифтинга
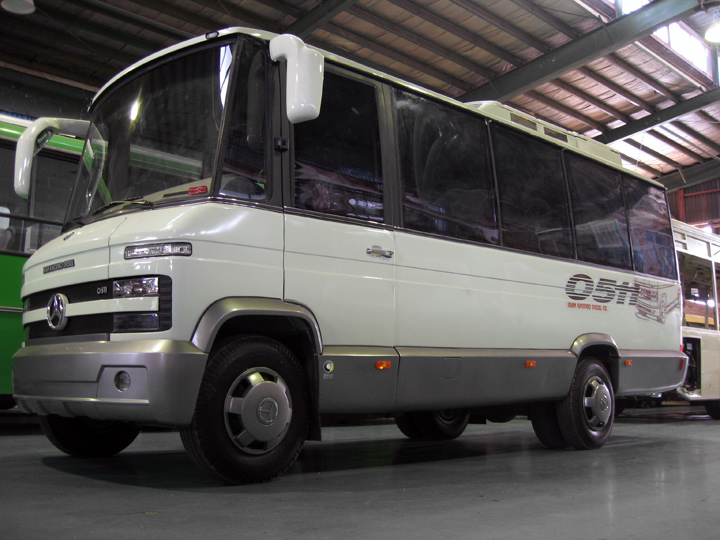
O511